# Грёбен, Карл фон дер
Граф Карл фон дер Грёбен (нем. Karl Graf von der Groeben; 1788—1876) — прусский военный деятель, генерал кавалерии (1852).

## Биография
Родился 17 сентября 1788 года в городе Шренген, ныне Линково (Польша). Происходил из восточнопрусского дворянского рода. Его родителями были Эрнст Вольфганг Альбрехт фон дер Грёбен (нем. Ernst Wolfgang Albrecht von der Groeben, 1740—1818) и Альбертина Луиза Эрнестина (нем. Albertine Luise Ernestine, 1756—1812), урождённая von Ostau. Дедом Карла был Иоганн Георг фон дер Грёбен (1709—1777), сын известного путешественника Отто Фридриха фон дер Грёбена.
Военную карьеру начал в 1806 году офицером Прусской армии. Участвовал в походах Войн четвёртой коалиции под командованием Антона Лестока, принимал участие в Сражении при Гейльсберге. Получил звание лейтенанта, стал служить в уланском полку 2. Schlesischen Ulanen-Regiment.
В 1812 году Карл фон дер Грёбен уволился по собственному желанию из Прусской армии и перешел на службу в Русскую императорскую армию. Принимал участие во многих сражениях Войны шестой коалиции: при Лютцене, при Бауцене, при Дрездене, а также под Кульмом и под Лейпцигом. Был ранен, повышен в чине до майора (1814). В 1815 году участвовал в битвах при Линьи и Ватерлоо. Получил звание подполковника.
В мае 1817 года Грёбен стал начальником штаба VI-го армейского корпуса Прусской армии и в 1823 году повышен до полковника. На следующий год стал начальником Генерального штаба II-го армейского корпуса. 14 июня 1829 года он стал адъютантом Фридриха Вильгельма III. 30 марта 1834 года получил звание генерал-майора и командовал 3-й кавалерийской бригадой. 26 сентября 1834 года снова стал адъютантом Фридриха Вильгельма III. C 30 марта 1838 года командовал 14-й дивизией.

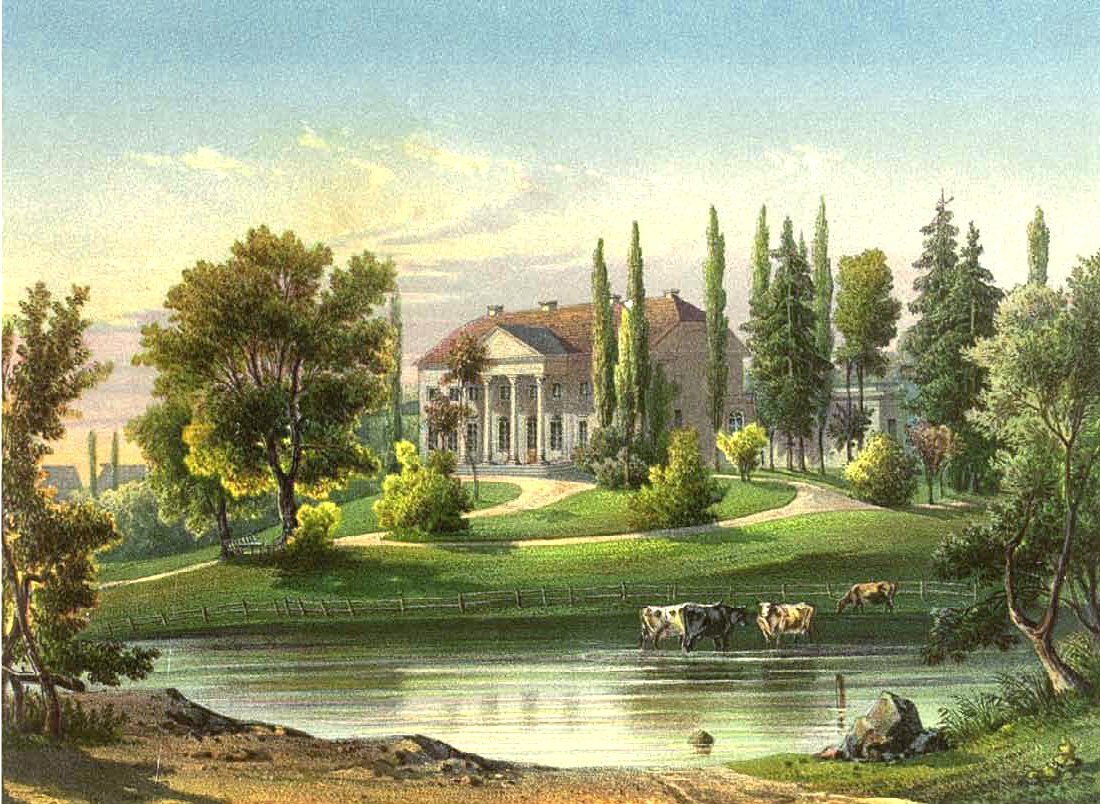
Имение Gut Neudörfchen

В 1842 году Карл фон дер Грёбен был повышен до генерал-лейтенанта и в 1843 году стал в генерал-адъютантом Фридриха Вильгельма IV. В марте 1848 года временно командовал VII-м армейским корпусом. В 1849 году вместе с генералом от инфантерии Морицем фон Хиршфельдом участвовал в подавлении Баденской революции. В 1852 году он получил чин генерала кавалерии, командовал VII-м армейским и затем Гвардейским корпусами.
В 1858 году оставил военную службу и жил в своём имении Gut Neudörfchen недалеко от города Мариенвердер, ныне Квидзын (Польша), где умер 13 июля 1876 года.

## Награды
Королевства Пруссия:
- Орден «Pour le Mérite» (15 июля 1809)[4]; дубовые листья (27 июля 1849)[5]; корона (13 января 1857)
- Железный крест 2-го класса (1813)[6]
- Крест за выслугу лет[нем.]
- Орден Святого Иоанна Иерусалимского почётный рыцарь (1825, Ehrenritter)[7]
- Орден Красного орла 3-го класса (1827)[8]; с бантом (1832)[9]
- Орден Красного орла 2-го класса с дубовыми листьями (1834); звезда к ордену с дубовыми листьями (1840)[10]
- Орден Красного орла 1-го класса с дубовыми листьями (1845); мечи (1849)
- Королевский орден Дома Гогенцоллернов, большой командорский крест (1851)
- Орден Чёрного орла (17 января 1856); введен в состав капитула орденов с вручением цепи ордена (18 января 1856); бриллиантовые украшения (17 октября 1861)[11]

Российской империи:
- Орден Святого Владимира 4-й степени (18 июля 1813)[12]
- Орден Святой Анны 2-й степени (25 января 1817)
- Орден Святого Владимира 3-й степени (30 мая 1830)[13]
- Орден Святой Анны 1-й степени (25 июня 1834); алмазные украшения (6 октября 1835)[14]
- Орден Святого Александра Невского (1856)
- Орден Святого апостола Андрея Первозванного (31 октября 1857)

Прочие:
- Королевский Гвельфский орден, большой крест (1843, королевство Ганновер)[15]
- Орден Военных заслуг Карла Фридриха, командорский крест со звездой (1849, великое герцогство Баден)[16]
- Военный орден Максимилиана Иосифа, большой крест (королевство Бавария)
- Орден Дубовой короны, большой крест (великое герцогство Люксембург)
- Австрийский императорский орден Леопольда, большой крест (Австрийская империя)

## Семья
8 июня 1816 года фон дер Грёбен женился на Selma Thusnelda Freiin von Dörnberg (1797—1876), дочери генерал-лейтенанта, барона Вильгельма фон Дернберга. В браке родилось десять детей, старший из которых — Георг фон дер Грёбен (1817—1894) — тоже был военным и стал генералом кавалерии.